# Rodrigo de Souza Cardoso
Rodrigo de Souza Cardoso (Río de Janeiro, Brasil, 4 de marzo de 1982) es un futbolista brasileño. Juega de delantero y su equipo actual es el Esporte Clube Bahia.

## Biografía
Rodrigo Souza empezó su carrera futbolística en las categorías inferiores del Madureira EC. En 1998 pasa a formar parte de la primera plantilla del club.
En 2001 ficha por el Vasco de Gama. Ayuda al equipo a proclamarse campeón del Campeonato Carioca en 2003. Ese mismo año gana otros dos torneos: la Taça Guanabara y la Taça Rio.
Después de esta etapa se marcha unos meses a Bulgaria a jugar con el CSKA de Sofia, donde se proclama campeón de Liga.
Al año siguiente ficha por el CS Marítimo portugués. Rodrigo Souza no tuvo muchas oportunidades de jugar y el club decidió cederlo al SC Internacional, donde gana el Campeonato Gaúcho.
Al año siguiente se marcha en calidad de cedido al Goiás EC. Con este equipo consigue otro título, el Campeonato Goiano. Souza fue un jugador clave esa temporada, ya que se convirtió en el máximo goleador de la Serie A brasileña.
En 2007 ficha por el Flamengo, que pagó al Marítimo 1,8 millones de euros para poder quedárselo en propiedad. Esa misma temporada ayuda al club a conquistar el Campeonato Carioca.
En 2008 Rodrigo Souza firma un contrato con su actual club, el Panathinaikos griego, equipo que tuvo que realizar un desembolso económico de 3 millones de euros para poder hacerse con sus servicios.

## Selección nacional
Con las categorías inferiores Brasil ha consuitado dos títulos: una Copa Mundial de Fútbol Sub-17 y un Campeonato Sudamericano Sub-17 (además en este torneo fue el máximo goleador).
Ha sido internacional con la Selección de fútbol de Brasil en dos ocasiones. Su debut como internacional se produjo el 16 de enero de 2003 en un partido contra la República Checa.

## Clubes
| Club                          | País     | Año       |
| ----------------------------- | -------- | --------- |
| Madureira Esporte Clube       | Brasil   | 1998-2000 |
| Club de Regatas Vasco da Gama | Brasil   | 2001-2003 |
| PFC CSKA Sofia                | Bulgaria | 2003      |
| Club Sport Marítimo           | Portugal | 2004      |
| Sport Club Internacional      | Brasil   | 2005      |
| Goiás Esporte Clube           | Brasil   | 2005-2006 |
| Clube de Regatas do Flamengo  | Brasil   | 2007-2008 |
| P.A.E. Panathinaikos          | Grecia   | 2008      |
| Corinthians                   | Brasil   | 2009-2010 |
| EC Bahia                      | Brasil   | 2011-     |

## Títulos

### Torneos nacionales
- 2 Campeonatos Carioca (Vasco de Gama, 2003; Clube de Regatas do Flamengo, 2007)
- 1 Taça Guanabara (Vasco de Gama, 2003)
- 1 Taça Rio (Vasco de Gama, 2003)
- 1 Liga de Bulgaria (CSKA de Sofia, 2003)
- 1 Campeonato Gaúcho (SC Internacional, 2005)
- 1 Campeonato Goiano (Goiás EC, 2006)

### Torneos internacionales
- 1 Campeonato Sudamericano Sub-17 (Selección brasileña sub-17, 1999)
- 1 Copa Mundial de Fútbol Sub-17 (Selección brasileña sub-17, 1999)

### Distinciones individuales
- Máximo goleador de la Serie A brasileña (2006)
- Máximo goleador del Campeonato Sudamericano Sub-17 (1999)